# Молино (Месина)
Молино је насеље у Италији у округу Месина, региону Сицилија.
Према процени из 2011. у насељу је живело 214 становника. Насеље се налази на надморској висини од 230 м.